# Billy Sullivan (actor)
Billy Sullivan (18 de julio de 1891 – 23 de mayo de 1946) fue un actor cinematográfico de nacionalidad estadounidense.

## Biografía
Nacido en Worcester, Massachusetts, su nombre completo era William Arthur Sullivan. Sullivan se inició en el cine actuando en cortos rodados en los años 1910. Su primer papel en 1914 llegó en un corto que formaba parte de un serial en 23 episodios titulado The Million Dollar Mystery. En su primer largometraje, Over the Hill (1917), encarnó al Rey Arturo.
A principios de los años 1920 siguió trabajando en el cine, rodando fundamentalmente cortos, antes de dedicarse casi en exclusivo a los largometrajes a partir de 1925. Desde 1924 a 1927 trabajó en unos 20 filmes para Rayart Pictures, entre ellos The Slanderers (1924), Goat Getter (1925), The Winner (1926), y When Seconds Count (1927).  A lo largo de su carrera participó en más de 80 producciones cinematográficas.
Billy Sullivan falleció en Great Neck, Nueva York, en 1946.

## Filmografía
- The Cigarette Girl (1917)[7]
- Over the Hill (1917)[1]
- What Becomes of the Children?  (1918)
- The House of Mirth (1918)[8]
- The Lightning Raider (1919 — serial)[9]
- A Manhattan Knight (1920)[10]
- The Courtship of Miles Standish (1923)[11]
- The Leather Pushers (1922 — serial)[12]
- The Slanderers (1924)
- The Fear Fighter (1925)
- Fighting Fate (1925)
- Goat Getter (1925)
- Ridin' Pretty (1925)
- The Speed Champion (1925)
- Broadway Billy (1926)
- Fighting Thorobreds (1926)
- The Gallant Fool (1926)
- The Heart of a Coward (1926)
- One Punch O'Day (1926)
- Rapid Fire Romance (1926)
- Speed Cop (1926)
- Speed Crazed (1926)
- Stick to Your Story (1926)
- The Windjammer (1926)
- The Winner (1926)
- The Patent Leather Pug (1926)
- Red Clay (1927)
- The Cancelled Debt (1927)
- Daring Deeds (1927)
- Smiling Billy (1927)
- Speedy Smith (1927)
- When Seconds Count (1927)
- Walking Back (1928)
- Sweepstakes (1931)
- Broadway Thru a Keyhole (1933)
- Name the Woman (1934)
- No More Women (1934)
- Among the Missing (1934)
- Murder by Television (1935)
- One More Spring (1935)
- It Happened in New York (1935)
- Public Hero No. 1 (1935)
- Transient Lady (1935)
- Mister Dynamite (1935)
- Lady Tubbs (1935)
- Big Brown Eyes (1936)